# Marquesado de Peñafiel

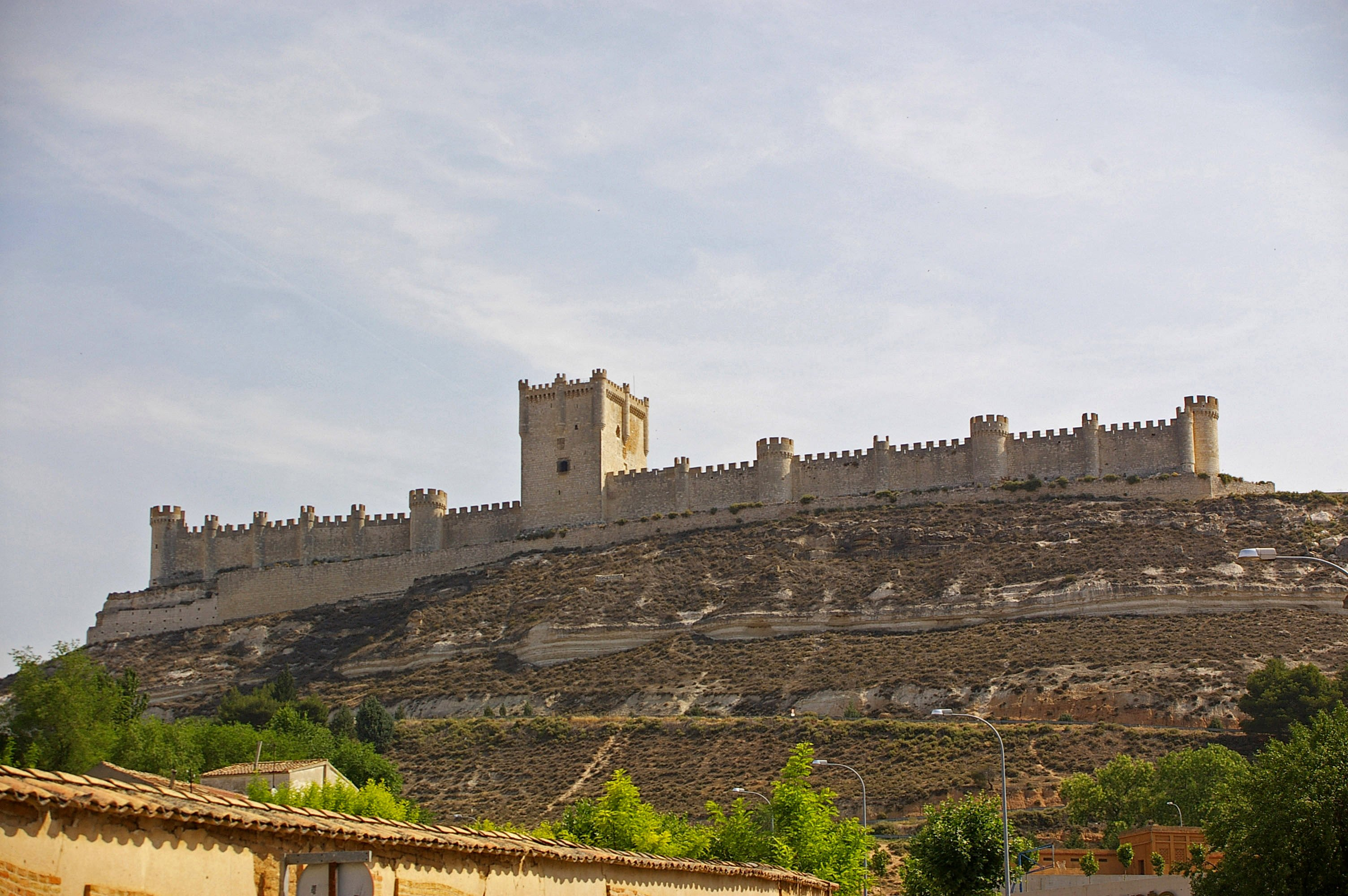
Castillo de Peñafiel.

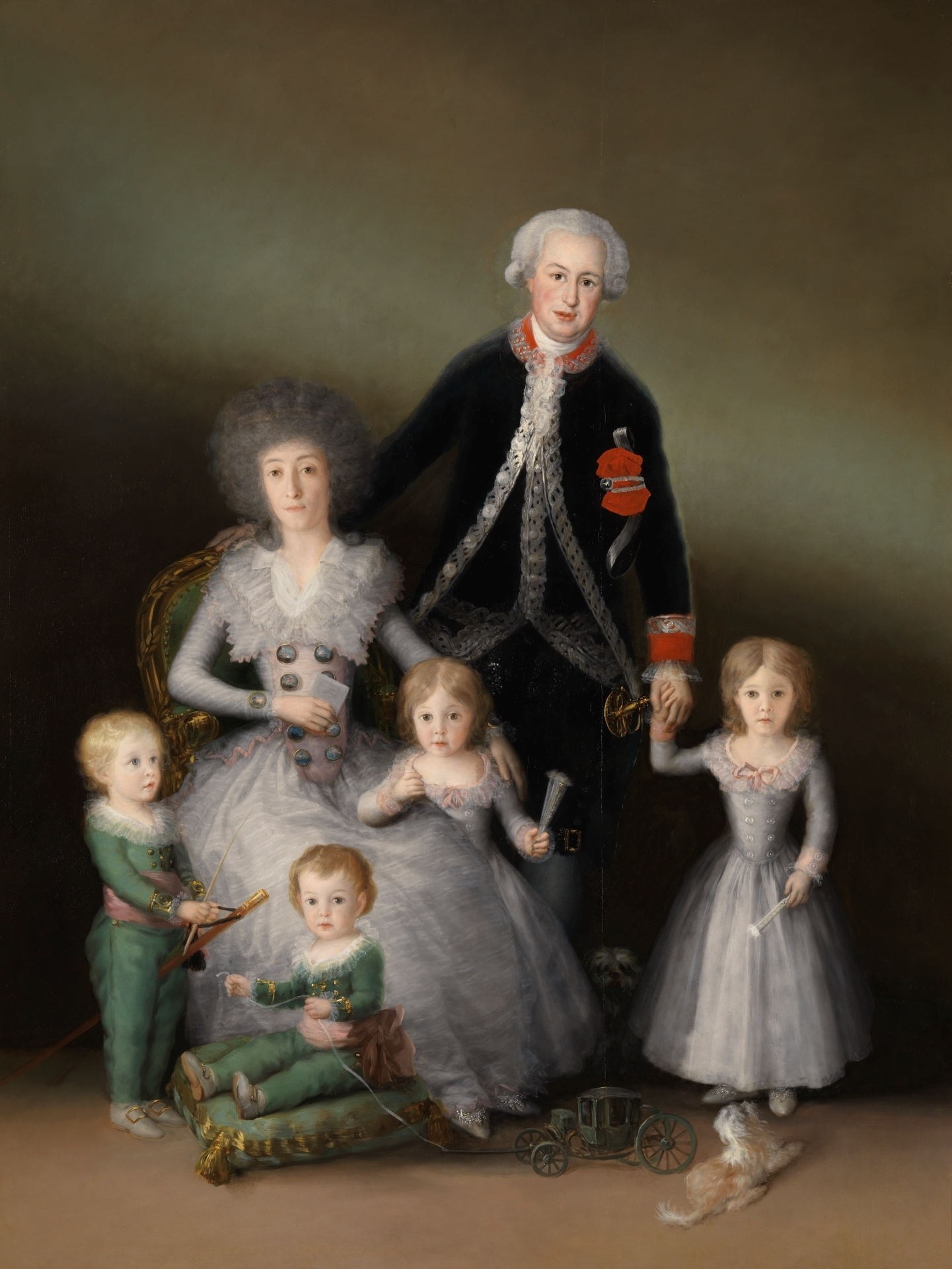
Los duques de Osuna, marqueses de Peñafiel y sus hijos, por Goya.

El marquesado de Peñafiel es un título nobiliario español concedido por el rey Felipe II de España el 1 de octubre de 1568 en favor de Juan Téllez-Girón y Guzmán, II duque de Osuna y VI conde de Ureña.
Su denominación hace referencia a la localidad de Peñafiel, en la provincia de Valladolid, de la que eran señores los duques de Osuna.

## Antecedentes históricos
Peñafiel fue donada por el rey Alfonso X a su hermano Manuel de Castilla el 5 de abril de 1283. En 1285 esta merced fue confirmada a su hijo Don Juan Manuel, que en 1330 recibió del rey Alfonso IV de Aragón el título vitalicio de príncipe de Villena y luego, en 1336, de duque de Villena. Juan Manuel también se intituló como duque de Peñafiel y, a su muerte, trasmitió los derechos del título a su hija Juana Manuel de Villena, reina de Castilla y madre de Juan I de Castilla. Este monarca concedió oficialmente el título ducal a su segundo hijo el infante Fernando de Antequera en las Cortes de Guadalajara de 1390.
En 1414 Fernando fue coronado en Zaragoza como rey de Aragón y donó el ducado de Peñafiel a su segundogénito Juan, que en 1425 se convirtió en rey consorte de Navarra por su matrimonio con Blanca de Navarra. La amenaza de incumplimiento por parte de los castellanos del Tratado de Torre de Arciel (1425), acuerdo que había supuesto un triunfo para los infantes de Aragón —Juan de Navarra y su hermano Enrique— frente al rey Juan II de Castilla y su valido Álvaro de Luna, llevó al estallido de la Guerra castellano-aragonesa de 1429-1430. El monarca castellano dirigió el grueso del ejército castellano hasta Valladolid para ocupar las posesiones de Juan de Navarra. Peñafiel fue rendida el 26 de junio de 1429 y su fortaleza entregada al almirante de Castilla el día 31 del mismo mes. Juan II de Castilla confiscó el título ducal al año siguiente.
El 21 de julio de 1448 el príncipe Enrique, luego Enrique IV de Castilla, donó Peñafiel al maestre calatravo Pedro Girón, merced que le fue confirmada el 15 de julio de 1456. Girón, que por sus posesiones llegó a ser uno de los personajes más influyentes y poderosos de Castilla, instituyó en favor de su hijo primogénito Alfonso Téllez-Girón un mayorazgo que comprendió las villas de Peñafiel y Pinel con las Quintanillas, Gumiel de Izán, Urueña, Tiedra, Pobladura, Villafrechos, Villamayor y Briones, Santibáñez de Valdesgueva, San Vicente de Sonsierra, Osuna y la fortaleza de Cazalla, Morón de la Frontera, Arahal, Olvera, Archidona, Ortejícar con su dehesa y el lugar de Gelves. El 25 de mayo de 1464 el joven Alfonso recibió el título de conde de Ureña, pero murió cinco años después, en 1469, sin sucesión de su esposa Blanca de Herrera. Su amplio señorío fue heredado por su hermano Juan Téllez Girón I, camarero mayor de los Reyes Católicos, a cuyo título condal sobre Ureña el rey Carlos I le anexó la grandeza de España originaria en 1520. De su enlace con Leonor de la Vega y Velasco nació Pedro Girón y Velasco, que heredó el condado de Ureña y tuvo una destacada participación en la revuelta comunera como capitán general de la Santa Junta, aparentemente a causa de la negativa del rey a apoyar sus derechos al ducado de Medina Sidonia. Fallecido, en 1531, le sucedió su hermano Juan Téllez Girón II, consejero real, que casó con María de la Cueva y Toledo, hija del II duque de Alburquerque, y tuvo a Pedro Téllez-Girón y de la Cueva, que le sucedió. Para premiar sus servicios, el 5 de febrero de 1562 Felipe II le concedió a Pedro Téllez-Girón, V conde de Ureña, el título de duque de Osuna con grandeza inmemorial. En 1568, mientras aún vivía, su hijo Juan Téllez-Girón III recibió el marquesado de Peñafiel. El I marqués sucedió en la casa de Ureña en 1590 y fallecería diez años después, con solo 46 años.

## Marqueses de Peñafiel
|                        | Titular                                               | Periodo                |
| Creación por Felipe II | Creación por Felipe II                                | Creación por Felipe II |
| ---------------------- | ----------------------------------------------------- | ---------------------- |
| I                      | Juan Téllez-Girón y Guzmán                            | 1568-1594              |
| II                     | Pedro Téllez-Girón y Fernández de Velasco             | 1600-1624              |
| III                    | Juan Téllez-Girón y Enríquez de Ribera                | 1629-1656              |
| IV                     | Pedro Téllez-Girón                                    | 1624-1629              |
| V                      | Gaspar Téllez-Girón y Sandoval                        | 1656-1694              |
| VI                     | Francisco María de Paula Téllez-Girón y Benavides     | 1694-1716              |
| VII                    | José María Téllez-Girón y Carrillo de Toledo          | 1716-1733              |
| VIII                   | Pedro Zoilo Téllez-Girón y Pérez de Guzmán            | 1733-1787              |
| IX                     | José María Téllez-Girón y Pacheco                     | 1754                   |
| X                      | Pedro de Alcántara Téllez-Girón y Pacheco             | 1787-1807              |
| XI                     | Francisco de Borja Téllez-Girón y Alfonso Pimentel    | 1807-1820              |
| XII                    | Pedro de Alcántara Téllez-Girón y Beaufort Spontin    | 1834-1844              |
| XIII                   | Mariano Téllez-Girón y Beaufort Spontin               | 1844-1882              |
| XIV                    | María del Rosario Téllez-Girón y Fernández de Velasco | 1889-1896              |
| XV                     | Luis Roca de Togores y Téllez-Girón                   | ¿?-1936                |
| XVI                    | Pedro Roca de Togores y Tordesillas                   | 1936-1941              |
| XVII                   | Pedro de Alcántara Roca de Togores y Lafitte          | 1941-1956              |
| XVIII                  | Ángela María de Solís-Beaumont y Téllez-Girón         | 1956-2016              |
| XIX                    | Ángela María de Ulloa y Solís-Beaumont                | 2016-hoy               |

## Historia de los marqueses de Peñafiel
- Juan Téllez-Girón y Pérez de Guzmán (Osuna, 20 de octubre de 1559-25 de noviembre de 1600), I marqués de Peñafiel, II duque de Osuna, VI conde de Ureña, señor de Tiedra, Briones, Gumiel de Izán, Cazalla de la Sierra, Arahal, Olvero, Morón de Frontera, Archidona y Otejícar, notario mayor de Castilla, camarero mayor del rey.[15]

Casó en 1570 con Ana María de Pérez de Guzmán, hija de Íñigo Fernández de Velasco y Tovar, IV duque de Frías, y su esposa Ana Ángela Águeda de Guzmán y Aragón. Le sucedió su hijo:
- Pedro Téllez-Girón y Fernández de Velasco (Osuna, 17 de diciembre de 1574-Madrid, 25 de septiembre de 1624), II marqués de Peñafiel, III duque de Osuna, VII conde de Ureña, señor de Tiedra, Briones etc., notario mayor de Castilla, gentilhombre de cámara (1587) y camarero mayor de Felipe III, miembro del Consejo Supremo de Guerra y de los consejos de Estado y de Flandes, caballero de la Orden del Toisón de Oro (1606), virrey de Sicilia (1611-1616), virrey de Nápoles (1616-1620), protector de Quevedo.[15]

Casó el 17 de enero de 1594, en San Juan Bautista de Sevilla, con Catalina Enríquez de Ribera y Cortés de Zúñiga. Le sucedió su hijo:
- Juan Téllez-Girón y Enríquez de Ribera (1597-Sicilia, 12 de octubre de 1656), III marqués de Peñafiel, IV duque de Osuna, VIII conde de Ureña, virrey de Sicilia (1655-1656).[16]

Casó en 1609 con Isabel de Sandoval y Padilla, hija de Cristóbal Gómez de Sandoval-Rojas y la Cerda, I duque de Uceda y futuro valido de Felipe III, y su esposa Mariana Manrique de Padilla y Acuña. Le sucedió su hijo:
- Pedro Baltasar Téllez-Girón (m. Puebla de Montalbán, 19 de enero de 1629), IV marqués de Peñafiel,[a] que murió a los cuatro años de edad.[17] Le sucedió su hermano:

- Gaspar Téllez-Girón y Sandoval (Madrid, 25 de mayo de 1625-2 de junio de 1694), V marqués de Peñafiel, V duque de Osuna, IX conde de Ureña, general de caballería en Milán y Portugal, general de las fronteras de Castilla la Vieja en 1660, clavero y definidor general de la Orden de Calatrava, camarero mayor, notario mayor de Castilla, tesorero perpetuo de la Real Casa de la Moneda, gentilhombre de Felipe IV y Carlos II, virrey de Cataluña (1667-1679), gobernador de Milán (1670-1674), miembro del Consejo de Estado y del Consejo de Flandes, presidente del Consejo de Órdenes y del Consejo de Aragón, caballerizo de la reina María Luisa de Borbón en 1679.[18]

Casó en primeras nupcias en 1642 con su prima hermana Feliche de Sandoval y Rojas Ursino (m. 1671), III duquesa de Uceda y III marquesa de Belmonte, hija de Francisco de Sandoval y Rojas, II duque de Lerma, y su esposa Feliche Enríquez Colonna y Ursino. En segundas nupcias casó en 1672 con Ana Antonia de Benavides Carrillo y Toledo (1653-1707), VI marqués de Fromista, marquesa de Caracena y condesa de Pinto, que era hija de Luis Francisco de Benavides Carrillo y Toledo y su esposa Catalina Ponce de León. Le sucedió su hijo del segundo matrimonio:
- Francisco María de Paula Téllez-Girón y Benavides (Madrid, 11 de marzo de 1678-París, 3 de abril de 1716), VI marqués de Peñafiel, VI duque de Osuna, X conde de Ureña, caballero y clavero mayor de la Orden de Calatrava, notario mayor de castilla, camarero y copero mayor del rey, gentilhombre de cámara de Carlos II, capitán de la Segunda Compañía Española de las Reales Guardias de Corps, capitán general del Ejército y Costas de Andalucía (1706-1710), maestre de campo, general de los Reales Ejércitos, embajador extraordinario y plenipotenciario para el Tratado de Utrecht.[19]

Casó el 6 de marzo de 1695, en Madrid, con María Remigia Fernández de Velasco y Tovar, VII marquesa de Berlanga, hija de los VII duques de Frías. Le sucedió su hijo:
- José María Téllez-Girón y Benavides (Madrid, 25 de mayo de 1685-Madrid, 18 de marzo de 1733), VII marqués de Peñafiel, VII duque de Osuna, XI conde de Ureña, notario mayor de castilla, camarero mayor y gentilhombre de cámara del rey Felipe V, coronel del Regimiento de Reales Guardias de Infantería Española y su director general, teniente general de los Reales Ejércitos, capitán de la Primera Compañía Española de las Reales Guardias de Corps del Rey Felipe V, embajador extraordinario en Francia, caballero de la Orden del Santo Espíritu y mariscal de Castilla.[20]

Casó el 21 de septiembre de 1721 con Francisca Bibiana Pérez de Guzmán el Bueno y Mendoza, hija de Manuel Alonso Pérez de Guzmán el Bueno y Pimentel, XII duque de Medina Sidonia, y su esposa Luisa de Silva Mendoza y Méndez de Haro. Le sucedió su hijo:
- Pedro Zoilo Téllez-Girón y Pérez de Guzmán (Madrid, 27 de junio de 1728-Madrid, 1 de abril de 1787), VIII marqués de Peñafiel, VIII duque de Osuna, XII conde de Ureña, notario mayor de Castilla, camarero mayor del rey, gentilhombre de cámara del rey Fernando VI y de Carlos III con ejercicio, coronel del Regimiento de Reales Guardias de Infantería Española, y su director general, teniente general de los Reales Ejércitos, capitán de la Compañía de Guardias Alabarderos, miembro del Consejo de Guerra, embajador extraordinario en Alemania y en las cortes de Nápoles, Parma y Turín, caballero de la Orden del Toisón de Oro en 1780, Gran Cruz de Carlos III.[21]

Casó el 28 de abril de 1753 con su sobrina María Vicenta Pacheco Téllez-Girón (n. 1735), hija de Francisco Javier Pacheco Téllez-Girón y Portugal, VII duque de Uceda, y su esposa María Lucía Téllez-Girón y Fernández de Velasco, VIII marquesa de Berlanga. Le sucedió su hijo:
- José María de la Concepción Téllez-Girón y Pacheco, IX marqués de Peñafiel, que murió joven y soltero, sucediéndole su hermano:[22]

- Pedro de Alcántara Téllez-Girón y Pacheco (Madrid, 8 de agosto de 1755-7 de enero de 1807), X marqués de Peñafiel, IX duque de Osuna, XIII conde de Ureña, camarero mayor del rey, notario mayor de Castilla, coronel de regimiento de América, mariscal de campo (1789), teniente general (1791), miembro del Consejo de Estado (1795) y del Supremo Consejo de Guerra, coronel del Regimiento de Reales Guardias Españoles y su director general, embajador extraordinario en Viena, miembro de la Real Academia Española y académico de número, gentilhombre de cámara con ejercicio de los reyes Carlos III y Carlos IV, caballero del Toisón de Oro (1794), Gran Cruz de la Orden de Carlos III.[23]

Casó el 29 de diciembre de 1771, en Madrid, con su prima hermana María Josefa Pimentel y Téllez-Girón (1750-1834), III duquesa de Plasencia, XIV duquesa de Gandía etc. Le sucedió su hijo:
- Francisco de Borja Téllez-Girón y Alonso-Pimentel (6 de octubre de 1785-Pozuelo de Alarcón, Madrid, 21 de mayo de 1820), XI marqués de Peñafiel, X duque de Osuna, II duque de Monteagudo, XVII marqués de Zahara, XVI marqués de Lombay, XIV conde de Ureña, XXIII conde de Mayorga, XVIII conde de Belalcázar, VI conde de Fontanar, primera voz del estamento noble de Cerdeña.[24]

Casó el 19 de marzo de 1802 con María Francisca de Beaufort-Spontin de Toledo, condesa del S. R. I. Le sucedió su hijo primogénito:
- Pedro de Alcántara Téllez-Girón y Beaufort Spontin (Cádiz, 10 de septiembre de 1810-Madrid, 25 de agosto de 1844), XII marqués de Peñafiel, XVI conde-XIII duque de Benavente, XIV duque del Infantado, XI duque de Osuna, XII duque de Lerma, XV duque de Gandía, XIV duque de Béjar, XIII duque de Arcos, XIV duque de Medina de Rioseco, IV duque de Plasencia, X duque de Mandas y Villanueva, X duque de Pastrana, X duque de Estremera, XI duque de Francavilla, XVIII marqués del Zahara, XII marqués del Cenete, III marqués de Monteagudo, XVII marqués de Lombay, XV marqués de Gibraleón, XIV marqués de Argüeso, XIV marqués de Campoo, XV marqués de Santillana, XII marqués de Cea, XI marqués de Algecilla, X marqués de Almenara (I), XIII marqués de Távara, XVI conde de Melgar, XIII conde de Casares, XIV conde de Bailén, XVI conde de Ureña, VII conde de Fontanar, XXIV conde de Mayorga, XIX conde de Belalcázar, IX conde de Villaflor, XV conde de Oliva, XII conde de Mayalde, XV conde de Bañares, XXII conde de Saldaña, XV conde del Real de Manzanares, XII conde de Ampudia, XIII conde del Cid, XIII conde de Villada, conde de Beaufort-Spontin, XVII vizconde de la Puebla de Alcocer, XX señor y último de Marchena, XVIII señor y último de Villagarcía de la Torre, justicia mayor de Castilla, primera voz del estamento noble de Cerdeña, caballero de la Real Maestranza de Sevilla (1827), caballero de la Orden de Calatrava (1840), Gran Cruz de Carlos III y caballero de la Legión de Honor, camarero mayor y gentilhombre de cámara del rey con ejercicio y servidumbre, prócer del reino en las legislaturas de 1834 y 1836, notario mayor de Castilla.[25][26]

Soltero, sin descendientes. Le sucedió su hermano:
- Mariano Téllez-Girón y Beaufort Spontin (Madrid, 19 de julio de 1814-Castillo de Beauraing, Bélgica, 2 de junio de 1882), XIII marqués de Peñafiel, XVII conde-XIV duque de Benavente, XV duque del Infantado, XII duque de Osuna, XVI duque de Gandía, XV duque de Béjar, V duque de Plasencia, XIV duque de Arcos, XV duque de Medina de Rioseco, XI duque de Mandas y Villanueva, XIII duque de Lerma, XI duque de Pastrana, XI duque de Estremera, XII duque de Francavilla, XVIII marqués de Lombay, IX marqués de Monteagudo, XVI marqués de Gibraleón, XIX marqués del Zahara, XV marqués de Argüeso, XV marqués de Campoo, XVI marqués de Santillana, XIII marqués del Cenete, XIII marqués del Cea, XI marqués de Almenara (I), XIV marqués de Távara, X marqués de Terranova, XVI conde de Ureña, VIII conde de Fontanar, XXV conde de Mayorga, X conde de Villaflor, XVI conde de Oliva, XIII conde de Mayalde, XX conde de Belalcázar, XVI conde de Bañares, XIV conde de Casares, XV conde de Bailén, XXIII conde de Saldaña, XVI conde del Real de Manzanares, XIV conde del Cid, XIII conde de Ampudia, XVII conde de Melgar, conde de Beaufort-Spontin, XVIII vizconde de la Puebla de Alcocer, notario mayor de Castilla, camarero mayor y gentilhombre de cámara del rey con ejercicio, primera voz del estamento noble de Cerdeña, senador del reino, vicepresidente del Senado en 1874, mariscal de campo, Gran Cruz de Carlos III, embajador en Rusia y diplomático.[27][28]

Casó el 4 de abril de 1866, en Weisbaden (Alemania), con su prima María Leonor de Salm-Salm, princesa de Salm-Salm y del Sacro Imperio Romano. Le sucedió su sobrina:
- María del Rosario Téllez-Girón y Fernández de Velasco (23 de septiembre de 1840-Madrid, 15 de febrero de 1896), XIV marquesa de Peñafiel, XVII marquesa de Gibraleón, XVIII condesa de Melgar, XXIV condesa de Luna (I), XVII condesa de Oliva, XIX vizcondesa de la Puebla de Alcocer, dama de la reina regente María Cristina, dama de la Orden de María Luisa desde el 27 de enero de 1878.[30]

Casó el 30 de junio de 1859, en Alicante, con su primo segundo Luis Manuel Roca de Togores y Roca de Togores (1837-1901), I marqués de Asprillas, caballero y obrero de Calatrava, caballero de la Real Maestranza de Valencia, gentilhombre de cámara del rey con ejercicio y servidumbre, capitán de navío de la real armada, vicepresidente del senado, senador vitalicio. Le sucedió su hijo:
- Luis Roca de Togores y Téllez-Girón (Elche, 16 de septiembre de 1865-26 de noviembre de 1940), XV marqués de Peñafiel, XIX marqués de Gibraleón, XXI vizconde de la Puebla de Alcocer, gentilhombre de cámara del rey con ejercicio y servidumbre, caballero y comendador de Santiago y de San Juan, caballero de la Real Maestranza de Valencia, senador por derecho propio.[30]

Casó el 3 de mayo de 1889, en Madrid, con Victoriana Tordesillas y Fernández-Casariego (1868-1949). Le sucedió su hijo:
- Carlos Roca de Togores y Tordesillas (n. 7 de febrero de 1897), XVI marqués de Peñafiel,[31] caballero del Cuerpo Colegiado de los Hijosdalgos de Madrid.

Le sucedió:
- Ángela María de Solís-Beaumont y Téllez-Girón (n. Sevilla, 21 de noviembre de 1950), XVII marquesa de Peñafiel, XXI condesa-XVIII duquesa de Benavente, XVII marquesa de Villafranca del Bierzo, XVII duquesa de Arcos, XVIII marquesa de Jarandilla, XXIV marquesa de Lombay, XIII marquesa de Jabalquinto, XVII condesa de Peñaranda de Bracamonte, XIV condesa de Pinto, XIV condesa de la Puebla de Montalbán, XXI condesa de Oropesa, XXII condesa de Alcaudete, XIX marquesa de Berlanga, XVIII marquesa de Frechilla y Villarramiel, XV marquesa de Toral, dama de la Real Maestranza de Zaragoza, dama de la Asociación de Hidalgos a Fuero de España.[32]

Casó en primeras nupcias el 3 de marzo de 1973, en Puebla de Montalbán, con Álvaro María de Ulloa y Suelves, XI marqués de Castro Serna, en segundas con José Antonio Muñiz y Beltrán y en terceras con Pedro Romero de Solís. El 10 de noviembre de 2016, previa orden del 30 de septiembre del mismo año para que se expida la correspondiente carta de sucesión (BOE del 11 de octubre), le sucedió, por cesión, su hija:
- Ángela María de Ulloa y Solís-Beaumont (n. Madrid, 23 de noviembre de 1973), XVIII marquesa de Peñafiel, XXI condesa de Ureña.[34]

Casó el 6 de abril de 2013 con el abogado Jesús Gregorio Casas y Cardenal (n. 1963).